# Most kolejowy w Moszczance
Most kolejowy w Moszczance (Wiadukt Cesarzowej) – most kolejowy nad przełomem Złotego Potoku w Moszczance koło Prudnika. Został otwarty w 1906 roku w miejscu dawnego mostu, zniszczonego przez powódź w 1903 roku. Przez most przebiega linia kolejowa nr 333, jest użytkowany przez kolej czeską.

## Historia
Pierwszy wiadukt kolejowy nad Złotym Potokiem w Moszczance został wzniesiony w drugiej połowie XIX wieku. Miał postać mostu o trzech murowanych podporach w kształcie arkad, z których środkowa podpora stała w nurcie rzeki. Linia kolejowa Głuchołazy – Pokrzywna (– Jindřichov ve Slezku) przebiegająca przez most została otwarta 1 grudnia 1875. Most został zniszczony przez powódź 10 lipca 1903. Od strony Pokrzywnej, woda podmyła przęsła mostu, który osunął się w dół i zaczął spiętrzać wodę w wąskiej dolinie. W końcu zapora pękła i powódź zalała Moszczankę i Łąkę Prudnicką.
Cesarzowa Niemiec Augusta Wiktoria przekazała wsi pomoc finansową, dzięki której w 1906 most został odbudowany. W związku z tym, otrzymał on nazwę Wiadukt Cesarzowej. Most został ponownie zniszczony przez amerykańskie lotnictwo podczas II wojny światowej.

## Charakterystyka
Most jest unikalny ze względu na swoją oryginalną formę – kratowy dźwigar łukowy spina podpory mostu od dołu. Przebiega nad przełomem rzeki Złoty Potok.